# Ниви (Львівський район)
Ни́ви — село в Україні, у Львівському районі Львівської області. Населення становить 207 осіб. Орган місцевого самоврядування - Рава-Руська міська рада.

## Населення

### Мова
Розподіл населення за рідною мовою за даними :
| Мова       | Кількість | Відсоток |
| ---------- | --------- | -------- |
| українська | 207       | 100%     |

## Історія
До 1940 року Ниви входили до складу села Потелич.